# 2012 no cinema
2012 no cinema é uma visão geral dos eventos, incluindo os filmes de maior bilheteria, cerimônias de premiação, listas dos críticos dos melhores filmes de 2012, festivais, uma lista de filmes lançados por país e mortes notáveis. Mais notavelmente, a Universal e a Paramount, dois dos mais antigos estúdios de cinema dos Estados Unidos celebraram seus centenários, marcando a primeira vez que dois grandes estúdios de cinema comemoram 100 anos. O formato de som Dolby Atmos foi lançado na estreia de Brave. A série de filmes James Bond celebrou seu 50º aniversário e lançou seu 23º filme, Skyfall. Seis sucessos de bilheteria de anos anteriores (Beauty and the Beast, Monsters, Inc., Star Wars: Episode I – The Phantom Menace, Titanic, Raiders of the Lost Ark e Finding Nemo) foram relançados em 3D e IMAX. Além disso, o ano marcou a estreia da tecnologia de alta taxa de quadros. O primeiro filme lançado em 48 F.P.S., uma taxa de quadros maior que o padrão da indústria de 24 F.P.S., foi The Hobbit: An Unexpected Journey.

## Maiores bilheterias
Os 10 filmes mais lançados em 2012 por arrecadação mundial são os seguintes:
| Ranque | Título                                    | Distribuidor     | Bilheteria global |
| ------ | ----------------------------------------- | ---------------- | ----------------- |
| 1      | The Avengers                              | Disney           | US$ 1,518,812,988 |
| 2      | Skyfall                                   | Sony             | US$ 1,108,561,013 |
| 3      | The Dark Knight Rises                     | Warner Bros.     | US$ 1,081,041,287 |
| 4      | The Hobbit: An Unexpected Journey         | Warner Bros.     | US$ 1,017,003,568 |
| 5      | Ice Age: Continental Drift                | 20th Century Fox | US$ 877,244,782   |
| 6      | The Twilight Saga: Breaking Dawn – Part 2 | Lionsgate        | US$ 829,746,820   |
| 7      | The Amazing Spider-Man                    | Sony             | US$ 757,930,663   |
| 8      | Madagascar 3: Europe's Most Wanted        | Paramount        | US$ 746,921,274   |
| 9      | The Hunger Games                          | Lionsgate        | US$ 694,394,724   |
| 10     | Men in Black 3                            | Sony             | US$ 654,213,485   |

The Avengers arrecadou US$ 1,5 bilhão e se tornou a terceira maior bilheteria de todos os tempos quando saiu de cartas. Skyfall, The Dark Knight Rises e The Hobbit: An Unexpected Journey arrecadaram US$ 1 bilhão cada, também entrando na lista das maiores bilheterias da época.

## Eventos
- 38º People's Choice Awards
- 69º Golden Globe Awards
- 18º Screen Actors Guild Awards
- 65º British Academy Film Awards
- 32º Golden Raspberry Awards
- 84º Academy Awards
- 69º Venice International Film Festival
- Festival de Cannes 2012
- 2012 Festival do Rio

## Lançamentos
| Estreia           | Estreia | Título                                         | Estúdio                                            | Elenco e equipe | Gênero                              | Medium      | Ref.   |
| ----------------- | ------- | ---------------------------------------------- | -------------------------------------------------- | --- | ----------------------------------- | ----------- | ------ |
| J A N E I R O     | 6       | The Devil Inside                               | Paramount Pictures                                 | William Brent Bell (diretor/roteirista); Matthew Peterman (roteirista); Fernanda Andrade, Isabella Rossi, Simon Quarterman, Evan Helmuth, Ionut Grama, Suzan Crowley, Bonnie Morgan, Brian Johnson, Preston James Hillier, D.T. Carney | Terror                              | Live action | [ 2 ]  |
| J A N E I R O     | 13      | Contrabando                                    | Universal Pictures                                 | Baltasar Kormakur (diretor); Aaron Guzikowski (roteirista); Mark Wahlberg, Kate Beckinsale, Ben Foster, Giovanni Ribisi, Caleb Landry Jones, Lukas Haas, Diego Luna, J.K. Simmons | Ação, Thriller                      | Live action | [ 3 ]  |
| J A N E I R O     | 13      | Canção de Fé                                   | Warner Bros.                                       | Todd Graff (diretor/roteirista); Queen Latifah, Dolly Parton, Keke Palmer, Jeremy Jordan, Courtney B. Vance, Kris Kristofferson | Comédia, Musical                    | Live action | [ 4 ]  |
| J A N E I R O     | 13      | A Bela e a Fera 3D                             | Walt Disney Pictures/Walt Disney Animation Studios | Gary Trousdale, Kirk Wise (diretores); Linda Woolverton (roteirista); Paige O'Hara, Robby Benson, Richard White, Jerry Orbach, David Ogden Stiers, Angela Lansbury, Bradley Pierce, Rex Everhart, Jesse Corti, Hal Smith, Jo Anne Worley | Família, Fantasia, Musical, Romance | Animação    | [ 5 ]  |
| J A N E I R O     | 20      | A Toda Prova                                   | Relativity Media                                   | Steven Soderbergh (diretor); Lem Dobbs (roteirista); Gina Carano, Ewan McGregor, Antonio Banderas, Channing Tatum, Michael Fassbender, Bill Paxton, Michael Douglas, Michael Angarano | Ação, Thriller                      | Live action | [ 6 ]  |
| J A N E I R O     | 20      | Bully                                          | The Weinstein Company                              | Lee Hirsch (diretor) | Documentário                        | Live action |        |
| J A N E I R O     | 20      | Esquadrão Red Tails                            | 20th Century Fox/Lucasfilm                         | Anthony Hemingway (diretor); John Ridley (roteirista); Cuba Gooding Jr., Terrance Howard, Bryan Cranston, Nate Parker, David Oyelowo, Tristan Wilds, Cliff Smith, Kevin Phillips, Rick Otto, Lee Tergesen, Andre Royo, Ne-Yo, Elijah Kelley, Marcus T. Paulk, Leslie Odom Jr., Michael B. Jordan, Jazmine Sullivan, Edwina Finley, Daniela Ruah, Stacie Davis, Gerald McRaney | Ação, Guerra                        | Live action | [ 7 ]  |
| J A N E I R O     | 20      | Anjos da Noite - O Despertar                   | Screen Gems                                        | Mans Marlind, Bjorn Stein (diretores); Len Wiseman, John Hlavin, Allison Burnett, J. Michael Straczynski (roteirista); Kate Beckinsale, India Eisley, Michael Ealy, Stephen Rea, Theo James, Charles Dance | Ação, Terror                        | Live action | [ 8 ]  |
| J A N E I R O     | 20      | 2 Coelhos                                      | Black Maria Filmes                                 | Fernando Alves Pinto, Alessandra Negrini, Caco Ciocler, Marat Descartes, Roberto Marchese, Thaíde, Fernando Alves Pinto (Narração), Afonso Poyart (Diretor e Roteiro). | Ação, Policial                      | Live action | [ 9 ]  |
| J A N E I R O     | 27      | A Perseguição                                  | Open Road Films                                    | Joe Carnahan (diretor/roteirista); Ian MacKenzie Jeffers (roteirista); Liam Neeson, Frank Grillo, Dermot Mulroney, Dallas Roberts, Joe Anderson, James Badge Dale, Nonso Anozie | Ação, Thriller                      | Live action | [ 10 ] |
| J A N E I R O     | 27      | A Beira do Abismo                              | Summit Entertainment                               | Asger Leth (diretor); Pablo Fenjves, Erich Hoeber, Jon Hoeber (roteirista); Sam Worthington, Elizabeth Banks, Jamie Bell, Anthony Mackie, Ed Harris, Edward Burns, Titus Welliver, Génesis Rodríguez, Kyra Sedgwick | Policial, Thriller                  | Live action | [ 11 ] |
| F E V E R E I R O | 3       | O Grande Milagre                               | Universal Pictures                                 | Ken Kwapis (diretor); Jack Amiel, Michael Begler (roteirista); John Krasinski, Drew Barrymore, Kristen Bell, Tim Blake Nelson, Dermot Mulroney, Ted Danson | Drama, Aventura, Família            | Live action | [ 12 ] |
| F E V E R E I R O | 3       | Poder sem Limites                              | 20th Century Fox                                   | Josh Trank (diretor/roteirista); Max Landis (roteirista); Dane DeHaan, Michael B. Jordan, Alex Russell, Michael Kelly | Ação, Sci-fi                        | Live action | [ 13 ] |
| F E V E R E I R O | 3       | A Mulher de Preto                              | CBS Films                                          | James Watkins (diretor); Jane Goldman (roteirista); Daniel Radcliffe, Ciarán Hinds, Janet McTeer, Liz White, Alisa Khazanova, Tim McMullan, Roger Allam, Daniel Cerqueira, Shaun Dooley, Mary Stockley, Cathy Sara, David Burke, Victor McGuire, Lucy May Barker | Terror                              | Live action | [ 14 ] |
| F E V E R E I R O | 3       | W.E.                                           | The Weinstein Company                              | Madonna (diretor/roteirista); Alex Keshishian (roteirista); Abbie Cornish, Oscar Isaac, James D'Arcy, Andrea Riseborough, Natalie Dormer, Richard Coyle, James Fox, Laurence Fox | Drama, Romance                      | Live action | [ 15 ] |
| F E V E R E I R O | 10      | Viagem ao Centro da Terra 2: A Ilha Misteriosa | Warner Bros. / New Line Cinema                     | Brad Peyton (diretor); Mark Gunn, Brian Gunn (roteirista); Dwayne Johnson, Michael Caine, Josh Hutcherson, Vanessa Hudgens, Luis Guzman, Kristen Davis | Aventura, Família                   | Live action | [ 16 ] |
| F E V E R E I R O | 10      | Safe House                                     | Universal Pictures                                 | Daniel Espinosa (diretor); David Guggenheim (roteirista); Denzel Washington, Ryan Reynolds, Sam Shepard, Robert Patrick, Liam Cunningham, Brendon Gleeson, Vera Farmiga, Fares Fares, Nora Arnezeder, Joel Kinnaman, Rubén Blades | Ação, Crime, Misterio               | Live action | [ 17 ] |
| F E V E R E I R O | 10      | Para Sempre                                    | Screen Gems                                        | Michael Sucsy (diretor); Abby Kohn, Marc Silverstein, Jason Katims (roteirista); Rachel McAdams, Channing Tatum, Scott Speedman, Jessica Lange, Sam Neill | Drama                               | Live action | [ 18 ] |
| F E V E R E I R O | 10      | Star Wars: Episódio I – A Ameaça Fantasma 3D   | 20th Century Fox / Lucasfilm                       | George Lucas (diretor/roteirista); Liam Neeson, Ewan McGregor, Natalie Portman, Jake Lloyd, Ahmed Best, Pernilla August, Ian McDiarmid, Anthony Daniels, Kenny Baker, Frank Oz, Ray Park | Ação, Aventura, Sci-Fi              | Live action | [ 19 ] |
| F E V E R E I R O | 10      | In Darkness                                    | Sony Pictures Classics                             | Agnieszka Holland (diretor); David F. Shamoon (roteirista); Robert Wieckiewicz, Benno Furmann, Maria Schrader, Herbert Knaup | Guerra                              | Live action | [ 20 ] |
| F E V E R E I R O | 10      | Um Tira Acima da Lei                           | Millennium Entertainment                           | Oren Moverman (diretor); James Ellroy (roteirista); Woody Harrelson, Ben Foster, Robin Wright, Sigourney Weaver, Steve Buscemi, Anne Heche, Cynthia Nixon, Ice Cube, Brie Larson, Ned Beatty | Crime                               | Live action | [ 21 ] |
| F E V E R E I R O | 17      | Motoqueiro Fantasma - Espírito de Vingança     | Columbia Pictures / Marvel Knights                 | Mark Neveldine, Brian Taylor (diretor); Scott Dimple, Seth Hoffman, David Goyer (roteirista); Nicolas Cage, Idris Elba, Fergus Riordan, Ciarán Hinds, Violante Placido, Johnny Whitworth | Ação, Aventura                      | Live action | [ 22 ] |
| F E V E R E I R O | 17      | O Mundo dos Pequeninos                         | Walt Disney Pictures / Studio Ghibli               | Gary Rydstrom (diretor); Karey Kirkpatrick (roteirista); Will Arnett, Amy Poehler, Carol Burnett, Bridgit Mendler, David Henrie, Moises Arias | Aventura                            | Animação    | [ 23 ] |
| F E V E R E I R O | 17      | Guerra É Guerra                                | 20th Century Fox                                   | McG (diretor); Timothy Dowling, Simon Kinberg (roteirista); Tom Hardy, Chris Pine, Reese Witherspoon, Chelsea Handler, Til Schweiger, Abigail Spencer | Ação, Aventura, Comédia             | Live action | [ 24 ] |
| F E V E R E I R O | 24      | Ato de Coragem                                 | Relativity Media                                   | "Mouse" McCoy, Scott Waugh (diretor); Kurt Johnstad (roteirista); Active Duty Navy SEALs, Roselyn Sánchez, Alex Veadov, Jason Cottle, Nester Serrano | Ação                                | Live action | [ 25 ] |
| F E V E R E I R O | 24      | Gone                                           | Summit Entertainment                               | Heitor Dhalia (diretor); Allison Burnett (roteirista); Amanda Seyfried, Jennifer Carpenter, Sebastian Stan, Wes Bentley, Michael Pare | Thriller                            | Live action | [ 26 ] |
| F E V E R E I R O | 24      | Good Deeds                                     | Lionsgate                                          | Tyler Perry (diretor/roteirista); Tyler Perry, Thandie Newton, Rebecca Romijn, Brian J. White, Jamie Kennedy, Eddie Cibrian, Jordenn Thompson, Beverly Johnson, Phylicia Rashad, Gabrielle Union | Romance, Drama                      | Live action | [ 27 ] |
| F E V E R E I R O | 24      | Viajar É Preciso                               | Universal Pictures                                 | David Wain (diretor/roteirista); Ken Marino (roteirista); Paul Rudd, Jennifer Aniston, Malin Akerman, Justin Theroux, Ken Marino, Lauren Ambrose, Joe Lo Truglio, Kerri Kenney-Silver, Kathryn Hahn, Alan Alda | Comédia                             | Live action | [ 28 ] |
| M A R Ç O         | 2       | O Lorax: Em Busca da Trúfula Perdida           | Universal Pictures / Illumination Entertainment    | Chris Renaud, Kyle Balda (diretor) Cinco Paul, Ken Daurio (roteirista); Danny DeVito, Zac Efron, Taylor Swift, Ed Helms, Rob Riggle, Betty White, Jenny Slate | Aventura                            | Animação    | [ 29 ] |
| M A R Ç O         | 2       | Projeto X - Uma Festa Fora de Controle         | Warner Bros.                                       | Nima Nourizadeh (diretor); Matt Drake, Michael Bacall (roteirista); Miles Teller, Oliver Cooper, Jonathan Daniel Brown, Kirby Bliss Blanton, Thomas Mann, Alexis Knapp | Comédia                             | Live action | [ 30 ] |
| M A R Ç O         | 2       | A Família Flynn                                | Focus Features                                     | Paul Weitz (diretor/roteirista); Robert De Niro, Paul Dano, Olivia Thirlby, Lili Taylor, Wes Studi, Julianne Moore | Drama                               | Live action | [ 31 ] |
| M A R Ç O         | 9       | A Thousand Words                               | Paramount Pictures / DreamWorks Pictures           | Brian Robbins (diretor); Steven Koren (roteirista); Eddie Murphy, Kerry Washington, Cliff Curtis, Clark Duke, Allison Janney, Ruby Dee, John Witherspoon | Comédia                             | Live action | [ 32 ] |
| M A R Ç O         | 9       | John Carter: Entre Dois Mundos                 | Walt Disney Pictures                               | Andrew Stanton (diretor/roteirista); Mark Andrews, Michael Chabon (roteirista); Taylor Kitsch, Lynn Collins, Samantha Morton, Mark Strong, Willem Dafoe, Ciarán Hinds, Thomas Haden Church, Dominic West, James Purefoy, Daryl Sabara, Polly Walker, Bryan Cranston | Fantasia, Sci-Fi, Ação, Aventura    | Live action | [ 33 ] |
| M A R Ç O         | 9       | Silent House                                   | Open Road Films                                    | Chris Kentis (diretor); Laura Lau (diretor/roteirista); Elizabeth Olsen, Adam Trese, Eric Sheffer Stevens, Julia Taylor Ross, Haley Murphy, Adam Barnett | Horror, thriller                    | Live action | [ 34 ] |
| M A R Ç O         | 9       | Friends with Kids                              | Lionsgate / Roadside Attractions                   | Jennifer Westfeldt (diretor/roteirista); Adam Scott, Jennifer Westfeldt, Jon Hamm, Kristen Wiig, Maya Rudolph, Chris O'Dowd, Megan Fox, Edward Burns | Comédia, Romance                    | Live action | [ 35 ] |
| M A R Ç O         | 9       | Salmon Fishing in the Yemen                    | CBS Films / Lionsgate                              | Lasse Hallström (diretor); Simon Beaufoy (roteirista); Ewan McGregor, Emily Blunt, Kristin Scott Thomas, Amr Waked | Drama                               | Live action | [ 36 ] |
| M A R Ç O         | 16      | 21 Jump Street                                 | Columbia Pictures / MGM                            | Phil Lord, Chris Miller (diretores/roteiristas); Michael Bacall (roteirista); Jonah Hill, Channing Tatum, Ice Cube, Brie Larson, Rob Riggle, DeRay Davis, Dave Franco, Jake Johnson, Johnny Simmons, Johnny Pemberton, Dakota Johnson, Ellie Kemper, Johnny Depp | Ação, Comédia                       | Live action | [ 37 ] |
| M A R Ç O         | 16      | Casa de Mi Padre                               | Pantelion Films / Lionsgate                        | Matt Piedmont (diretor); Andrew Steele (roteirista); Will Ferrell, Gael García Bernal, Diego Luna, Nick Offerman, Génesis Rodríguez, Efren Ramirez, Adrian Martinez, Pedro Armendáriz Jr. | Ação, Comédia                       | Live action | [ 38 ] |
| M A R Ç O         | 16      | O Substituto                                   | Tribeca Film                                       | Tony Kaye (diretor); Carl Lund (roteirista); Adrien Brody, Marcia Gay Harden, Christina Hendricks, Betty Kaye, Sami Gayle, Bryan Cranston, William Petersen, Tim Blake Nelson, Lucy Liu, Blythe Danner, James Caan, Isiah Whitlock Jr., Renee Felice Smith | Drama                               | Live action | [ 39 ] |
| M A R Ç O         | 16      | Jeff, Who Lives at Home                        | Paramount Vantage                                  | Mark Duplass, Jay Duplass (diretores/roteiristas); Jason Segel, Ed Helms, Judy Greer, Susan Sarandon, Evan Ross | Drama                               | Live action | [ 40 ] |
| M A R Ç O         | 16      | Natural Selection                              | Cinema Guild                                       | Robbie Pickering (diretor/roteirista); Rachael Harris, Matt O'Leary, Jon Gries, John Diehl | Comédia                             | Live action | [ 41 ] |
| M A R Ç O         | 23      | Jogos Vorazes                                  | Lionsgate                                          | Gary Ross (diretor/roteirista); Suzanne Collins, Billy Ray (roteiristas); Jennifer Lawrence, Josh Hutcherson, Liam Hemsworth, Wes Bentley, Elizabeth Banks, Amandla Stenberg, Stanley Tucci, Woody Harrelson, Lenny Kravitz, Toby Jones, Donald Sutherland, Alexander Ludwig, Isabelle Fuhrman                                                                                | Ação, Aventura, Sci-Fi              | Live action | [ 42 ] |
| M A R Ç O         | 23      | The Deep Blue Sea                              | Music Box Films                                    | Terence Davies (diretor/roteirista); Rachel Weisz, Tom Hiddleston, Simon Russell Beale, Ann Mitchell, Harry Hadden-Paton, Sarah Kants, Jolyon Coy | Drama, Romance                      | Live action | [ 43 ] |
| M A R Ç O         | 30      | Espelho, Espelho Meu                           | Relativity Media                                   | Tarsem Singh (diretor); Jason Keller, Melisa Wallack (roteiristas); Lily Collins, Julia Roberts, Armie Hammer, Nathan Lane, Robert Emms, Mare Winningham, Michael Lerner, Mark Povinelli, Jordan Prentice, Danny Woodburn, Sebastian Saraceno, Ronald Lee Clark, Martin Klebba, Joey Gnoffo, Sean Bean                                                                        | Comédia, Aventura                   | Live action | [ 44 ] |
| M A R Ç O         | 30      | Fúria de Titãs 2                               | Warner Bros.                                       | Jonathan Liebesman (diretor); Dan Mazeau, David Leslie Johnson (roteiristas); Sam Worthington, Liam Neeson, Ralph Fiennes, Edgar Ramirez, Rosamund Pike, Danny Huston, Bill Nighy, Toby Kebbell | Ação, Aventura, Fantasia            | Live action | [ 45 ] |
| M A R Ç O         | 30      | Bully                                          | The Weinstein Company                              | Lee Hirsch (diretor) | Documentário                        | Live action | [ 46 ] |